# Horujivka, Orjîțea
Horujivka (în ucraineană Хоружівка) este un sat în comuna Kuibîșeve din raionul Orjîțea, regiunea Poltava, Ucraina.

## Demografie
Componența lingvistică a localității Horujivka
     Ucraineană (97,96%)
     Rusă (2,04%)
Conform recensământului din 2001, majoritatea populației localității Horujivka era vorbitoare de ucraineană (97,96%), existând în minoritate și vorbitori de rusă (2,04%).